# ريتشارد باول (مجدف)
ريتشارد باول (بالإنجليزية: Richard Powell) هو مجدف أسترالي، ولد في 9 ديسمبر 1960.

## وصلات خارجية
- ريتشارد باول على موقع الاتحاد الدولي للتجديف (الإنجليزية)
- ريتشارد باول على موقع أوليمبيديا (الإنجليزية)
- ريتشارد باول على موقع اللجنة الأولمبية الأسترالية (الإنجليزية)